# Hélène Chanel
Hélène Chanel (nacida Hélène Stoliaroff; Deauville, 12 de junio de 1941) es una actriz francesa de ascendencia rusa. Estuvo activa en la década de 1960 y 1970, principalmente en el cine italiano, pero también en una variedad de coproducciones internacionales europeas, de péplum, Eurospy y spaghetti westerns. Fue acreditada bajo una variedad de nombres como Hélène Chancel, Helen Chanel, Sheryll Morgan, Helen Stoliaroff y Hélène Stoliaroff.

## Biografía
De ascendencia rusa, Chanel, una exmodelo, entró en el cine en 1959 con la película Les Dragueurs, junto a Ugo Tognazzi. Su apellido debía haberse cambiado a «Chancel», pero un agente de publicidad italiano lo escribió mal como «Chanel». El mismo año obtuvo el papel de protagonista junto a Franck Villard en el thriller Détournement de mineures de Walter Kapps. Una de sus primeras películas italianas de éxito fue Un dollaro di fifa (1960), filmada nuevamente junto a Tognazzi — con quien luego tuvo una relación sentimental — y Walter Chiari. Luego protagonizó Maciste en enfer (1962, con Kirk Morris y Vira Silenti ) y Nel sole (1967, con Al Bano y Romina Power).
Tuvo también una breve carrera como intérprete de fotonovelas en la editorial Lancio (Operazione Virginia, sobre Jacques Douglas n. 27 de décembre 1967).
Como en su primera película, protagonizó su última película bajo su nombre de nacimiento. Tras retirarse del mundo del cine, se dedicó junto a su marido a la industria del turismo.

## Filmografía
- Les Dragueurs (1959)
- Détournement de mineures (1959)
- Genitori in blue jeans (1960)
- Il mio amico Jekyll (1960)
- Le olimpiadi dei mariti (1960)
- Un dollaro di fifa (1960)
- Tu che ne dici? (1960)

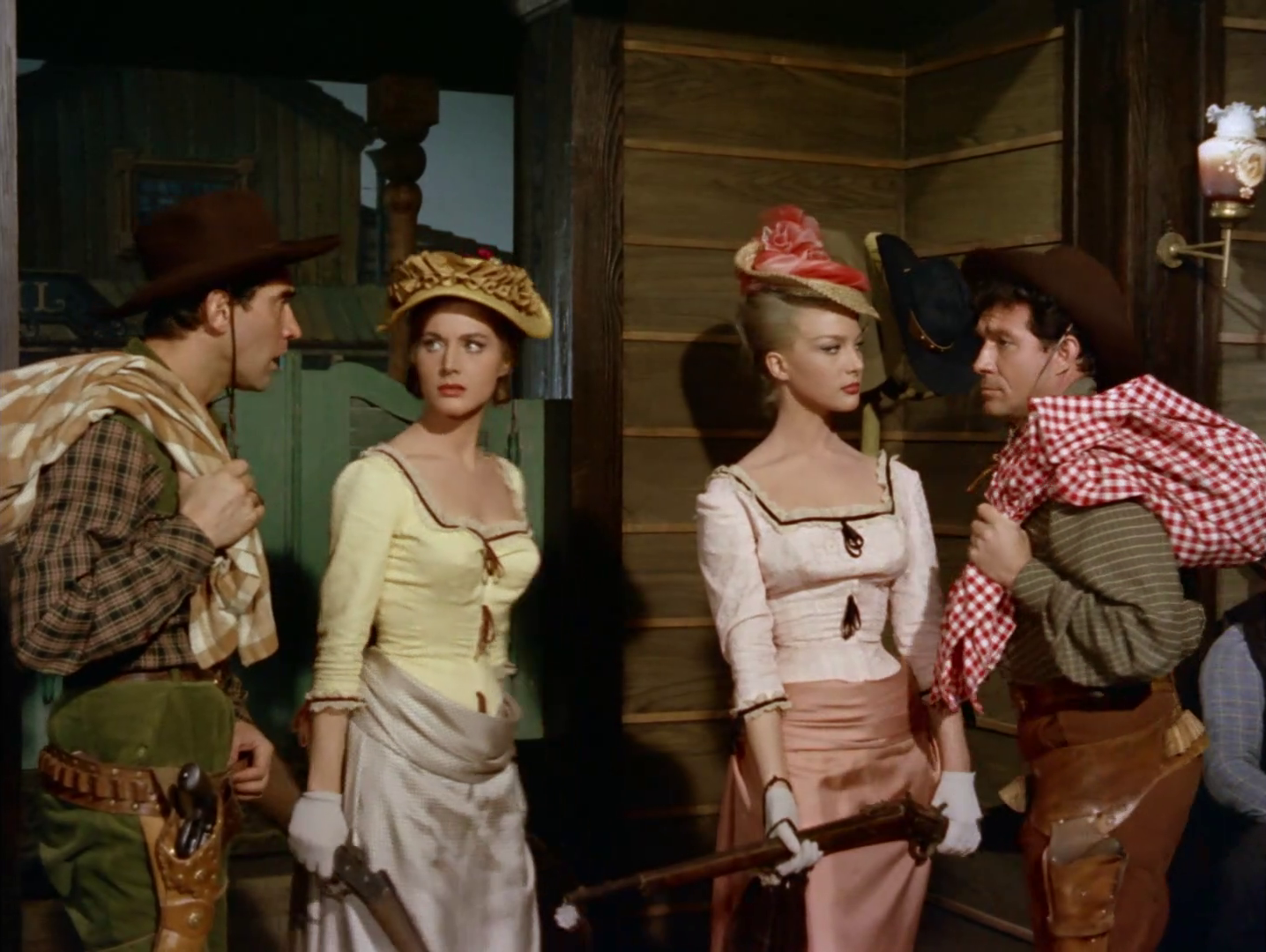
Walter Chiari, Leonora Ruffo, Chanel y Ugo Tognazzi en Un dollaro di fifa (1960).

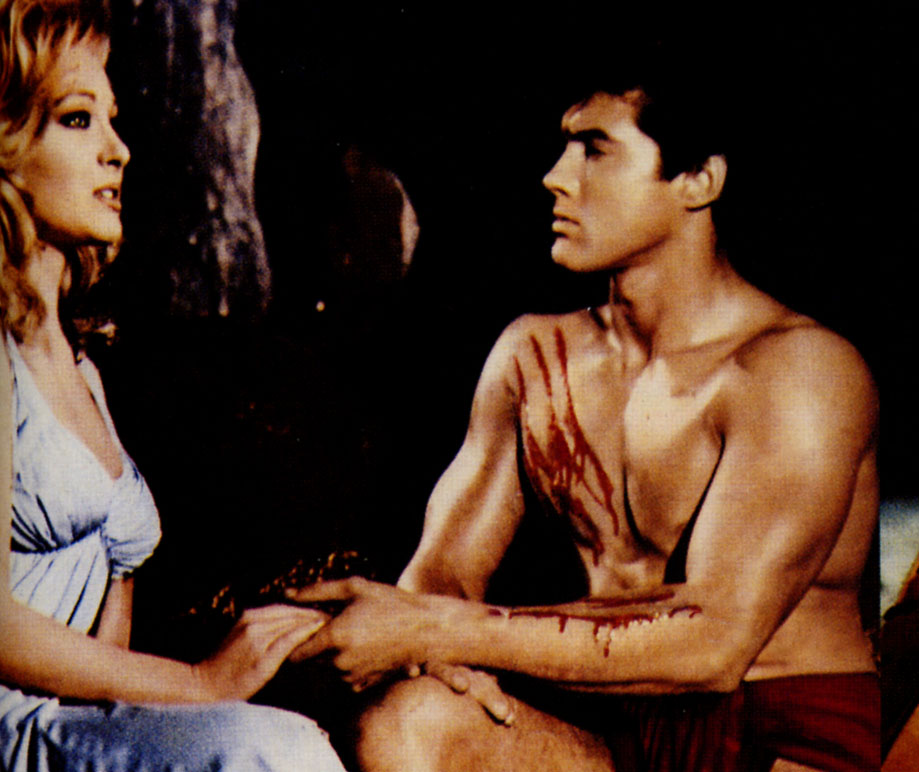
Chanel y Kirk Morris en Maciste en enfer (1962).

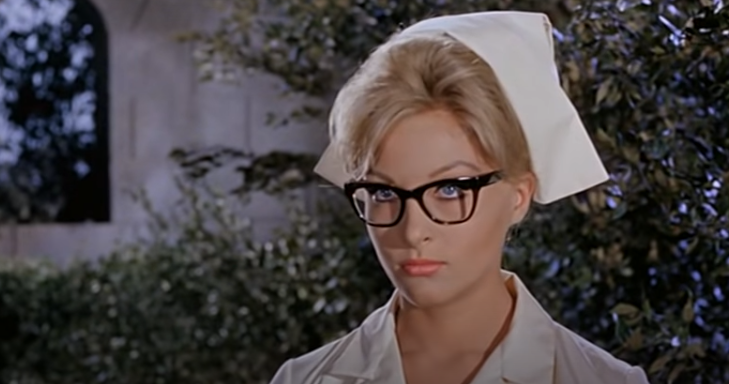
Chanel en Gerarchi si muore (1962).

- Cinque marines per cento ragazze (1961)
- Maciste alla corte del Gran Khan (1961)
- La ragazza sotto il lenzuolo (1961)
- Gerarchi si muore (1961)
- Maciste all'inferno (1962)
- Colpo gobbo all'italiana (1962)
- La monaca di Monza (1962)
- Lasciapassare per il morto (1962)
- I tre nemici (1962)
- Avventura al motel (1963)
- L'invincibile cavaliere mascherato (1963)
- La donna degli altri è sempre più bella (1963)
- Le verdi bandiere di Allah (1963)
- Due mafiosi nel Far West (1964)
- Il dominatore del deserto (1964)
- La valle dell'eco tonante (1964)
- Combate de gigantes (1964)
- Il conquistatore di Atlantide (1965)
- Le notti della violenza (1965)
- Asso di picche - Operazione controspionaggio (1965)
- Ischia operazione amore (1966)
- Pasaporte para la muerte (1966)
- Duello nel mondo (1966)
- L'arcidiavolo (1966)
- Le piacevoli notti (1966)
- Killer calibro 32 (1967)
- Cjamango (1967)
- Due rringos nel Texas (1967)
- Con lui cavalca la morte (1967)
- Nel sole (1967)
- El hombre de Caracas (1967)
- Sette uomini e un cervello (1968)
- Un posto all'inferno (1969)
- La legge dei gangsters (1969)
- Blonde Köder für den Mörder (1969)
- La ragazza del prete (1970)
- Edipeón (1970)
- Bocaccio (1972)
- Gli amici degli amici hanno saputo  (1973)
- Labbra di lurido blu (1975)
- Lo sgarbo (1975)
- Stangata in famiglia (1976)
- Il bocconcino (1976)
- Mogliamante (1977)